# SG-Zelt
SG-Zelte verschiedener Größenordnung werden besonders im Katastrophenschutz und der Feuerwehr verwendet. Hier werden sie als Küchenzelte, Sanitätszelte, Unterkunftszelte oder Ähnliches verwendet, sofern kein geeignetes bauliches Objekt zur Verfügung steht.
Die Abkürzung „SG“ steht für „Stangen-Gerüst“ bzw. „Sanitätsgruppenzelt“.
Eine synonyme Bezeichnung im Katastrophenschutz ist Universalzelt.

## Größen

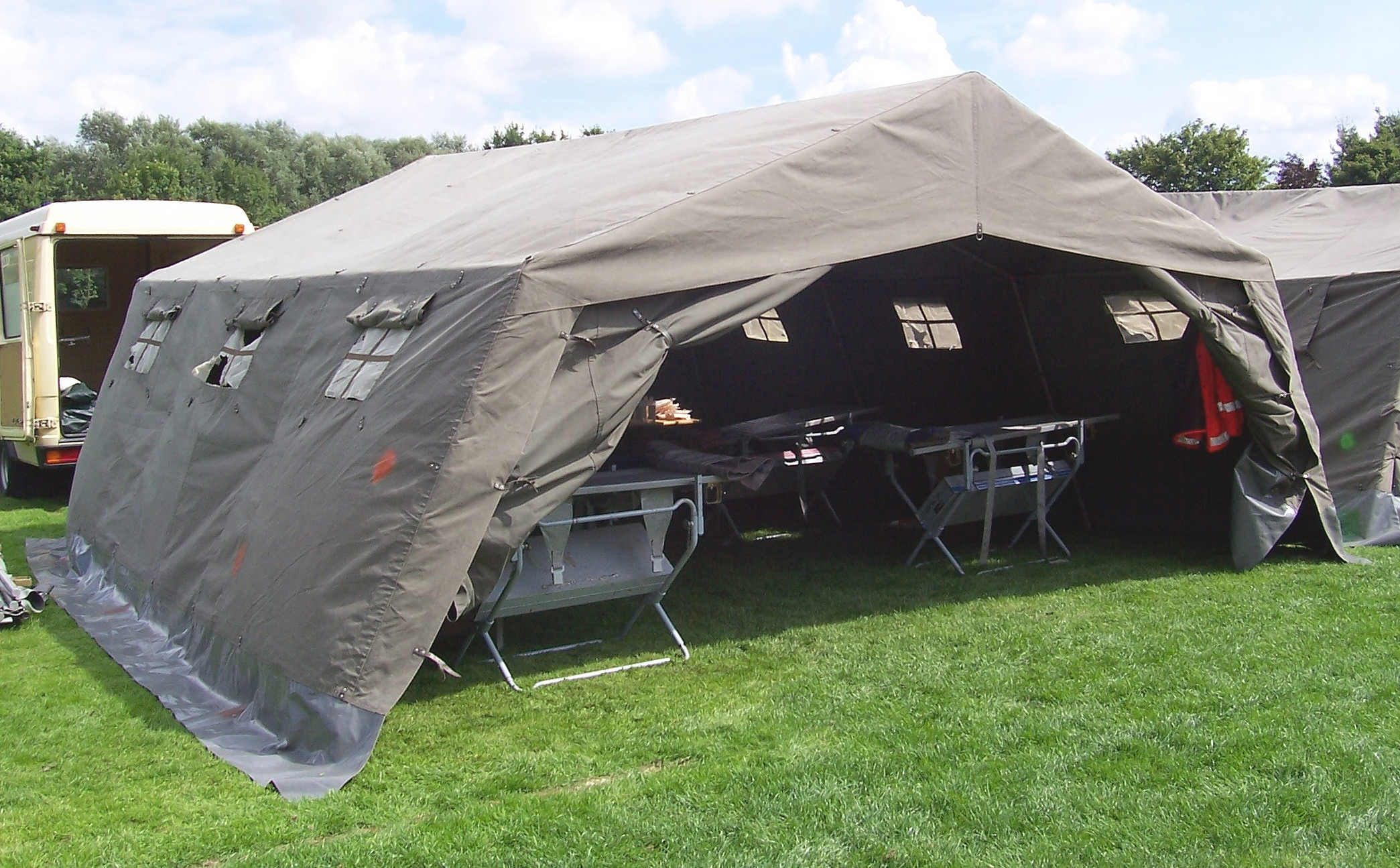
SG 30 mit geöffneten Türen

SG-Zelte werden in diversen Größenordnungen angeboten. Die Bezeichnung gibt die ungefähre (nutzbare) Grundfläche in Quadratmetern an.
Standard-Zeltgrößen:

SG 12:  3,34 m × 4,08 m = 13,60 m²

SG 18:  4,34 m × 4,08 m = 17,70 m²

SG 20:  5,00 m × 4,74 m = 23,70 m²

SG 30:  6,00 m × 5,64 m = 33,80 m²

SG 40:  8,00 m × 5,64 m = 45,00 m²

SG 50: 10,00 m × 5,64 m = 56,40 m²

Als Sonderausführung sind die Zelte auch mit längeren Seitenstangen erhältlich, wodurch eine größere Firsthöhe entsteht (2,85 m statt 2,70 m) und eine etwas größere Grundfläche. Diese Ausführung wird jeweils durch eine zusätzlich angehängte Null gekennzeichnet, also beispielsweise „SG 300“.
(Alle Angaben beziehen sich auf den Hersteller Lanco, bei anderen Herstellern ggf. kleinere Abweichungen möglich.)

## Bestandteile
Ein SG-Zelt besteht aus Stangen, Verbindungsstücken, der Zeltplane, Heringen und Leinen zur Befestigung. Als typisches Zubehör gibt es Zeltböden, Zwischenwände und Beleuchtungs- sowie Heizeinrichtungen.
Die Zeltstangen sind Rohre aus Aluminium oder Stahl, sie werden unterteilt in Fußstangen bzw. Stützbeine (mit Bodenplatte) und Dachstangen, diese wiederum in Giebel- (sorgen für die Höhe des Zeltes) und Trauf- bzw. Firststangen (parallel zum Boden in Längsrichtung des Zeltes).
Die Verbindungsstücke (auch Knotenstücke oder Knochen genannt) bestehen aus Kunststoff, Druckguss oder geschweißten Stahlrohrkreuzen. Es gibt sie in dreiarmiger und vierarmiger Ausführung, je nach Anzahl der damit zu verbindenden Stangen.
Die Zeltplane besteht aus einem Baumwoll-Mischgewebe oder aus Kunststoff. Das atmungsaktive Mischgewebe wird vor allem für Unterkunftszelte, die abwaschbare Plastikplane vorrangig für Küchenzelte verwendet. Am unteren Planenrand befindet sich ein wasserabweisend beschichteter und in dunkler Farbe gehaltener „Faulstreifen“. Je nach Zelttyp oder Hersteller sind die Eingänge fest mit der restlichen Plane verbunden oder werden getrennt eingehängt. Optional sind aufrollbare Planenfelder, die Ausstattung mit Fenstern und weiteren Zelteingängen erhältlich. Küchenzelte haben einen Kaminauslass und spezielle Belüftungsöffnungen am First. Die Zeltplane ist zum Befestigen an den Stangen und zum Abspannen mit Spannringen, Schnallgurten und Spannriemen versehen, sowie an belasteten Stellen verstärkt.

## Errichten
Das Vorgehen beim Errichten ist für alle Größenordnungen prinzipiell identisch: Nach der Auswahl des Aufbauplatzes werden die Gerüststangen ausgelegt, mittels der Verbinder zusammengesetzt und anschließend mit der Zelthaut bedeckt. Danach wird das Zelt ausgerichtet und befestigt. Ein Stangengerüstzelt ist mit einer geübten Mannschaft in ca. zehn Minuten voll aufgebaut.
Für den Aufbau des Gerüstes ist pro Querstangenlinie je ein Helfer notwendig, bei den gebräuchlichen Größen sind das drei (SG20), vier (SG30) oder sechs (SG50) Helfer. Zusätzlich sollte eine Führungskraft den Aufbaufortschritt koordinieren und auf die Einhaltung einer sicheren Arbeitsweise achten.
Beim Aufbringen der Zeltplane gibt es unterschiedliche Verfahren, so weichen beispielsweise die Herstellerangaben von der (veralteten, aber immer noch in Ausbildungsunterlagen referenzierten) deutschen Katastrophenschutz-Dienstvorschrift 420 ab, örtlich haben sich auch eigene Auf- und Abbauvarianten entwickelt.
Besonderen Wert sollte auf die richtige Abspannung gelegt werden. Die Zelte sind ohne Abspannung nicht windsicher, auch mit ordnungsgemäßer Abspannung sind Windstärken über 7 auf der Beaufortskala kritisch. Zur ordnungsgemäßen Abspannung gehört die sichere Verankerung im Boden, hier wird die Windkraft auf die Zeltwand oder gar bei Böen ins Zeltinnere oft unterschätzt. Diese Gefahr sollte auch beim gleichzeitigen Einsatz von Hubschraubern (Abwind) beachtet werden.
Die Eignung des Aufstellplatzes hängt vom vorgesehenen Verwendungszweck ab. Eine Errichtung auf der Wiese führt schnell zu matschigen und rutschigen Böden. Gegebenenfalls muss ein Wasserablaufgraben um das Zelt gezogen werden. Besser sind Kiesplätze, dagegen erschweren gepflasterte oder asphaltierte Flächen die Befestigung im Boden.
Die Errichtung von Zelten unterliegt prinzipiell der örtlich gültigen Bauvorschrift zu „fliegenden Bauten“, allerdings fallen die SG-Zelte aufgrund ihrer geringen Höhe meist unter die Ausnahmeregelungen und sind somit genehmigungsfrei. Für den Aufbau sind dennoch gültige Sicherheitsregeln zu beachten, die organisationsintern oder durch den zuständigen Unfallversicherungsträger (in Deutschland zum Beispiel die Berufsgenossenschaft) festgelegt werden. Hierzu gehört gegebenenfalls das Tragen von Arbeitshandschuhen und Schutzhelmen. Typische Unfallgefahren bestehen im Stolpern über herumliegende Stangen oder über schlecht sichtbare Abspannleinen, Verletzungen an der Hand beim Zusammenstecken der Stangen und Verbindungsstücke, Kopfverletzungen durch Übersehen von Gerüstteilen in Kopfhöhe, Verletzungen durch unbedacht bewegte Stangen und herabfallende Gerüstteile.

## Ausführungen

### Sanitätszelt
Das Sanitätszelt ist olivgrün oder weiß gefärbt. Die Zelthaut besteht in der Regel aus atmungsaktivem, imprägnierten Stoff. Die Variante mit einem Eingang ist aus arbeitsorganisatorischen Gesichtspunkten eher ungünstig, zwei Eingänge und ggf. zusätzlich entnehmbare bzw. aufrollbare Zeltbahnen an der Seite sollten bevorzugt werden.

### Unterkunftszelt
Als behelfsmäßige Unterkunft für Einsatzkräfte oder auch unverletzte Betreuungsbedürftige (z. B. Flüchtlinge) kann ein SG-Zelt mit Feldbetten und Sitzgelegenheiten ausgestattet werden.

### Küchenzelt
Das Küchenzelt ist weiß gefärbt und verfügt über eine Lüftungsöffnung und eine feuerfest umfasste Kaminöffnung im Zeltdach. Dies ist notwendig um einen Feldkochherd auch im Inneren des Zeltes betreiben zu können. Die Zelthaut besteht aus abwaschbarem, PVC beschichtetem Polyestergewebe und kann seitlich aufgerollt werden.

### Führungszelt
Das Führungszelt wird zur Vergrößerung einer mobilen Besprechungseinheit oder eines Einsatzleitwagens verwendet.

### Weitere Verwendungen
Weitere Verwendungen sind als überdachte Essensausgabe, Kantine, Kinderspielraum und Büro für verschiedene Zwecke denkbar.

## Hersteller
Die Zelte werden von verschiedenen Zelt- und Textilienherstellern produziert und vertrieben.